# 펑거스 록

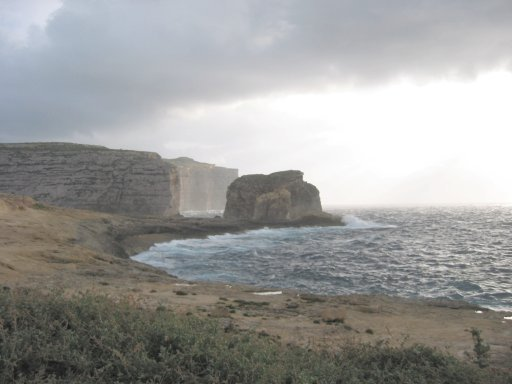
펑거스 록

펑거스 록(Fungus Rock)은 몰타 고조섬의 드웨이라에 위치한 작은 섬이자 무인도로, 높이는 약 60m이며 거대한 석회암 덩어리로 이루어져 있다. 행정 구역상으로는 산라우렌츠에 속한다.